# Peter Paul Wiplinger
Peter Paul Wiplinger (ur. 25 czerwca 1939 w Haslach an der Mühl) – austriacki poeta. Od 1960 mieszka w Wiedniu, studia teatrologiczne, germanistyczne i filozoficzne. W latach 1980–1986 sekretarz Towarzystwa Przyjaciół Sztuki i kierownik Małej Galerii w Wiedniu, redaktor w "Wiener Kunsthefte", współpracownik radia.
Dzieła literackie to przede wszystkim Hoc est enim, Gedichte (1966), Borders / Grenzen. Gedichte (1977), Gitter. Gedichte (1981), Farbenlehre (1987), Bildersprache (1988).